# بلانچ لنکستر
بلانچ لنکستر (انگلیسی: Blanche of Lancaster؛ ۲۵ مارس ۱۳۴۲ – ۱۲ سپتامبر ۱۳۶۸ (aged 26)) سیاستمدار اهل پادشاهی انگلستان بود.